# Josef Schulte (Theologe, 1942)
Josef Schulte OFM (* 30. Juni 1942 in Boke (Westfalen); † 25. November 2022 in Berlin) war ein deutscher römisch-katholischer Theologe, Ordenspriester, Franziskaner, Homiletiker und Gemeindeseelsorger in Berlin.

## Leben
Josef Schulte, Sohn von Wilhelm und Anna Schulte, besuchte nach der Volksschule das Progymnasium Johanneum der Franziskaner in Wadersloh und ab 1958 das „Kolleg St. Ludwig“ in Vlodrop (NL) bis zum Abitur 1962. Am 9. April 1962 trat er in die Sächsische Provinz des Franziskanerordens ein und erhielt den Ordensnamen Badurad, den er jedoch im Zuge der Reformen des Zweiten Vatikanischen Konzils vor seiner Subdiakonatsweihe wieder ablegte. Er studierte Philosophie und Theologie, legte am 20. April 1966 die feierlichen Gelübde ab und wurde am 23. Juli 1968 im Paderborner Dom durch Erzbischof Lorenz Kardinal Jaeger zum Priester geweiht. Nach einigen Jahren als Kaplan in Dortmund-Scharnhorst folgte ein Studium der Homiletik am Institut für Katechetik und Homiletik in München. Von 1984 an beschäftigte er sich mit der Themenzentrierten Interaktion (TZI) nach Ruth Cohn und wurde 1998 mit TZI-Diplom zertifiziert.
Seit 1972 arbeitete Schulte in der Predigtausbildung junger Theologen und in Predigtkursen für Pfarrer, von 1986 bis 2022 war er in der Gemeindeseelsorge in der Ludwigskirche (Berlin-Wilmersdorf) tätig.

## Mitarbeit in Fachgesellschaften und -gruppen
- Homiletische Arbeitsgruppe Münster
- Ruth Cohn Institut International für TZI (Fachgruppe TZI und Theologie)

## Werke (Auswahl)

### Publikationen in Buchform
- zusammen mit Heribert Arens und Franz Richardt (Homiletische Arbeitsgruppe Münster): Kreativität und Predigtarbeit. Vielseitiger denken, einfallsreicher predigen. München 1974, 2. Auflage 1975, 3. Auflage 1977, 4. Auflage 1984, ISBN 3-532-71312-8.
- zusammen mit Heribert Arens und Franz Richardt (Homiletische Arbeitsgruppe Münster): Positiv predigen. Homiletische Hilfen und Beispiele. München 1977, 2. Auflage München 1978, ISBN 3-532-71315-2.
- zusammen mit Heribert Arens und Franz Richardt (Homiletische Arbeitsgruppe Münster): Die Predigt vom menschenfreundlichen Gott. Gebote und Leid als Prüfsteine der Verkündigung. München 1980, ISBN 3-532-71306-3.
- zusammen mit Heribert Arens und Franz Richardt (Homiletische Arbeitsgruppe Münster): Wi(e)der die Steinzeit. Modelle für Predigt, Gemeindearbeit und Katechese. München 1981, ISBN 3-7904-0348-2.
- Auferstehen jetzt – Franziskanische Impulse aus der Großstadt. München 2017, ISBN 978-3-532-62497-5.

### Beiträge in Sammelwerken
- Sich alles zum Besten dienen lassen. In: Hubert Brosseder: Josef. Gestalten des Alten Testaments in Erwachsenenbildung, Predigt und Unterricht. Wewel-Verlag, München 1996, ISBN 978-3-87904-202-9, S. 43–46.
- Empfohlene Grabinschrift "Dilexit ecclesiam – Er liebte die Kirche". In: Ehrenfried Schulz (Hrsg.): Sterben, Tod und Trauer. (= Predigten mit Hintergrund), (=  Der Prediger und Katechet, Sonderband), Donauwörth 1998, ISBN 978-3-87904-250-0, S. 152–155.

### Zeitschriftenartikel
- Ich bin nicht mehr gegen mich, sondern mit mir. (Predigt zum Fest Darstellung des Herrn, Lk 2,22-40) In: PUK, 142. Jahrgang, 2003, S. 178–181.
- Wo ist mein Platz? (Predigt zum Karfreitag, 21. März 2008) In: PUK, 2008, Heft 2.
- Themenzentrierte Seelsorge in der Großstadt. In: TZI-Zeitschrift, 23. Jahrgang. 2009, Heft 1. [Themenzentrierte Seelsorge in der Großstadt Ein Erfahrungsbericht aus Berlin Online verfügbar]
- Schätze ohne Verfallsdatum. (Predigt zum achtzehnten Sonntag im Jahreskreis, 1. August 2010) In: PuK, 2010, Heft 5.
- Wie sich mein Predigen verändert hat. (online verfügbar)

### Letzte Predigt in St. Ludwig Berlin
- Leidenschaftlich wahr, 16. Oktober 2022, Online verfügbar.